# Vasant
Vasant ist ein männlicher Vorname indischer Herkunft. Er bedeutet auf Sanskrit vasanta „Frühling“. Die weibliche Form von Vasant ist Vasanti.

## Bekannte Namensträger
- Abhay Vasant Ashtekar (* 1949), theoretischer Physiker
- Vasant Rai (1942–1985), indischer Musiker
- Vasant Desai (1912–1975), indischer Filmmusik-Komponist
- Vasant Honavar, indischer Informatiker und Professor
- Vasant Narasimhan (* 1976), US-amerikanischer Manager